# 班家湾遗址
班家湾遗址，位于中国青海省互助县威远镇班家湾村，为第六批青海省文物保护单位，公布日期为1998年12月22日，类型为古遗址。
班家湾遗址的历史年代为青铜时代。